# Bregenzský les (pohoří)
Bregenzský les (německy Bregenzerwaldgebirge) je východoalpské pohoří na samém západě Rakouska ve spolkové zemi Vorarlbersko. Svým charakterem oblých lesnatých, jen místy holých vrchů připomíná např. pohoří Malá Fatra. Bregenzský les však není na rozdíl od svého slovenského kolegy tvořen jedním hřebenem.
Pohoří Bregenzský les je třeba odlišovat od stejnojmenného regionu Bregenzský les jelikož oba termíny nejsou shodné a překrývají se pouze částečně. Region Bregenzský les zahrnuje také části Algavských Alp a pohoří Lechquellengebirge. Pohoří Bregenzský les naopak zasahuje i do údolí Alpského Rýna, údolí Walgau a údolí Große Walsertal.

## Zařazení
Název „Bregenzerwaldgebirge“ neboli „pohoří Bregenzský les“ označuje naprosto stejnou oblast jak podle Klasifikace Východních Alp dle Alpského spolku (AVE) tak podle Mezinárodního standardizovaného členění Alp (SOIUSA). V AVE představuje jednu z 27 horských skupin Severovýchodních Alp, v SOIUSA jednu ze 6 podsekcí Bavorských Alp, které jsou zase částí Severovýchodních Alp.
| Zařazení dle SOIUSA | Zařazení dle SOIUSA | Zařazení dle SOIUSA        |
| ------------------- | ------------------- | -------------------------- |
| Část                | II                  | Východní Alpy              |
| Oblast              | II/B                | Severovýchodní Alpy        |
| Sekce               | 22                  | Bavorské Alpy              |
| Oblast              | 22/A                | Algavské a Bregenzské Alpy |
| Podsekce            | 22.I                | Pohoří Bregenzský les      |

Italská klasifikace Partizione delle Alpi nedefinuje Bregenzský les jako samostatnou horskou skupinu, ale přiřazuje ho do skupiny 15.a (Algavské Alpy). Geografické rozdělení Rakouska od Reinharda Manga naopak spojuje pohoří Bregenzský les s částí Algavských Alp a rozděluje ho dále na „Přední les“ a „Zadní les“.
Podle orograficko-hydrologicky orientovaného Členění horských skupin pro rakouský jeskynní adresář tvoří pohoří Bregenzský les západně od řeky Bregenzer Ach hlavní část skupiny 1110 Rýnské údolí – Walgau – Bregenzský les, která zahrnuje i horský hřeben Zitterklapfen a nejsevernější část pohoří Rätikon až po vrcholek Vorderälpele. Pohoří Bregenzský les na východ od Bregenzer Ach tvoří skupiny 1125 Winterstaude a 1128 Mittagsfluh – Hirschberg.
Geologicky jej díky dolomitické a vápencové stavbě řadíme k Severním vápencovým Alpám. Právě proto, že pohoří není geologicky jednotné, název se mimo alpskou literaturu používá jen zřídka, nepoužívá se ani v zemské geografii a územním plánování Vorarlberska a patří k jedné z nejspornějších horských skupin v AVE. Podle alternativní orograficky a hydrologicky orientované klasifikace pohoří (Hubert Trimmel, 1962) patří pohoří do skupiny Rýnské údolí – Walgau – Bregenzský les.

## Poloha a ohraničení

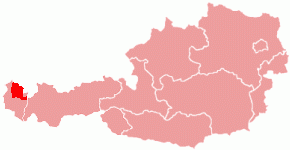
Přibližná poloha Bregenzského lesa na mapě Rakouska

Bregenzský les se nachází na úplném severozápadě východních Alp, východně od údolí Alpského Rýna a jihovýchodně od Bodamského jezera. Celé pohoří leží v rakouské spolkové zemi Vorarlbersko a dominuje jeho severní polovině.
Západní hranici tvoří Alpský Rýn a to od Bodamského jezera proti proudu až po soutok s řekou Ill. Rýn je zároveň hranicí mezi Východními a Západními Alpami. Řeka Ill tvoří hranici směrem na jihozápad od jejího ústí do Rýna až po soutok s řekou Lutz v údolí Großes Walsertal. Na jihu odděluje Bregenzský les tok Luztzu až k soutoku s potokem Faschinabach. Na východě je orografická hranice poněkud komplikovaná. Sleduje tok potoka Faschinabach až na sedlo na Faschinajoch, které rozděluje masivy Bregenzský les a Lechquellengebirge. Hranice pohoří potom pokračuje podél potoka Argenbach, který ji ukončuje svým ústím do řeky Bregenzer Ach u obce Schrecken. Ze severu je ohraničení Bregenzského lesa dáno státní hranicí s Německem.
Podrobné ohraničení pohoří ve směru hodinových ručiček tedy probíhá podél linie: Bodamské jezero - Bregenzer Ach - Subersach - Schönenbach - Osterguntenbach - Stogger Sattel - Rehmerbach - Bregenzer Ach - Argenbach - Brägazbach - Faschinajoch - Faschinabach - Seebergbach - Lutz - Ill - Alpský Rýn - Bodamské jezero.

### Sousední pohoří
Dle členění AVE případně SOIUSA sousedí Bregenzský les s těmito pohořími (ve směru hodinových ručiček, počínaje severem): Algavské Alpy, Lechquellengebirge, Rätikon, Appenzellské Alpy.

## Členění

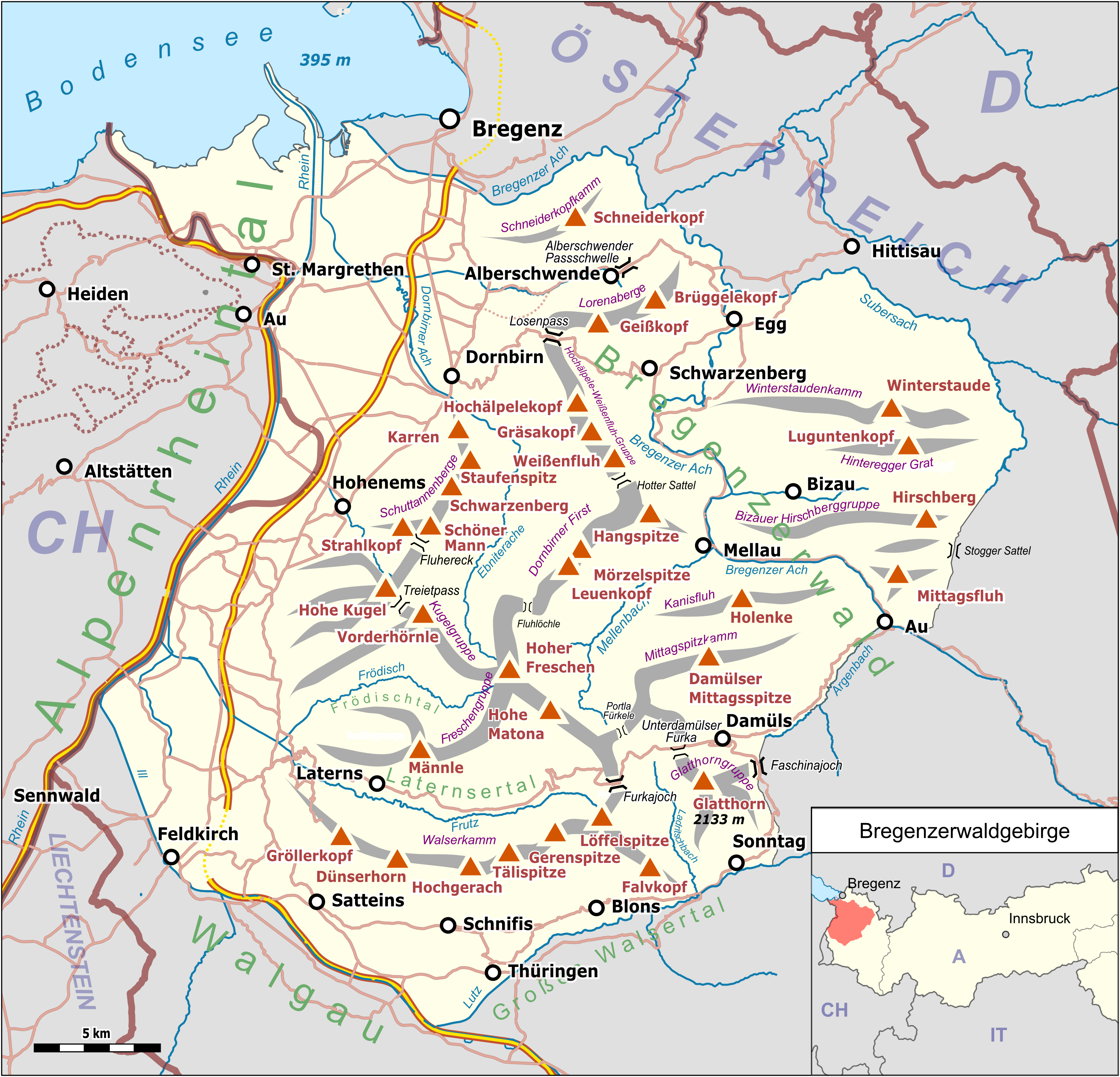
Orientační mapa Bregenzského lesa s hlavními horskými hřebeny

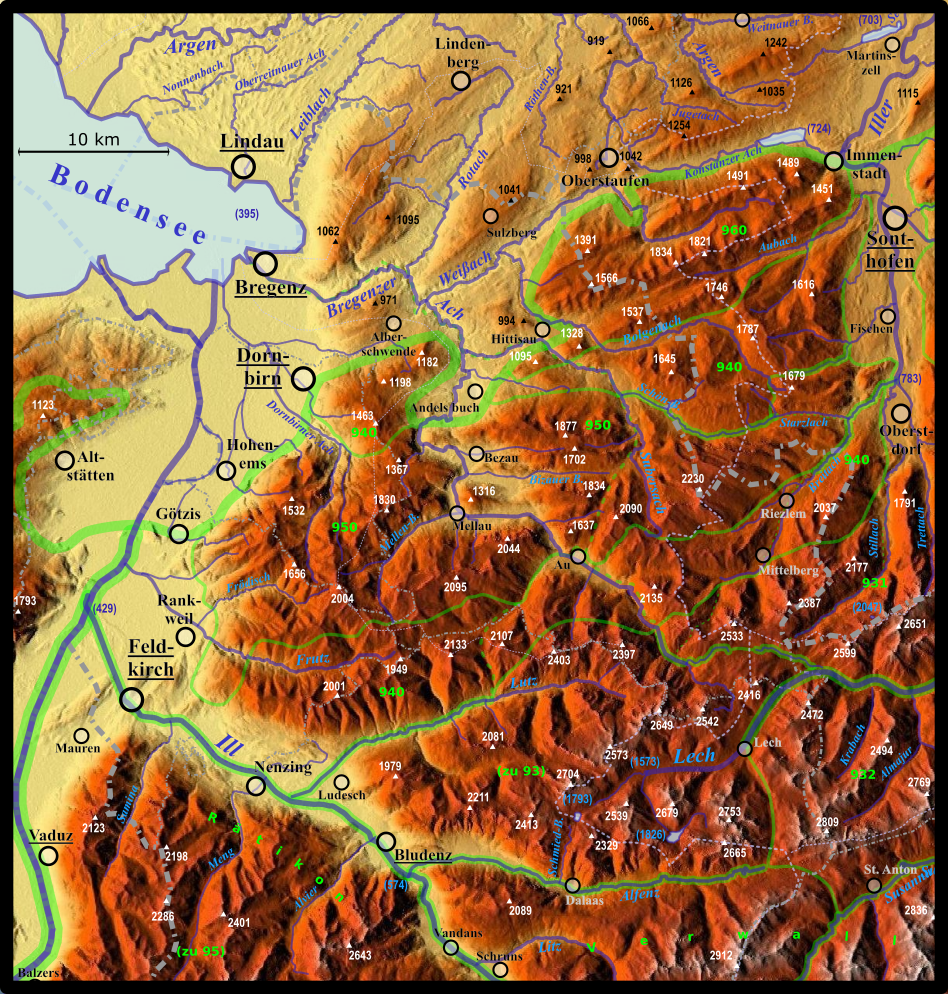
Reliéfní mapa pohoří

Bregenzský les zaujímá ve Východních Alpách plochu 700 km² a řadí se tak k menším horským skupinám Alpského systému.
Podle SOIUSA se Bregenzerwald dělí na dvě hlavní skupiny, šest skupin a 13 podskupin, které také odpovídají kapitolám v průvodci pro Bregenzský les z roku 1977, který vydal spolek Alpenverein
| Hlavní skupina | Hlavní skupina          | Skupina | Skupina                                                         | Podskupina | Podskupina                      | Nejvyšší vrchol          | Výška        |
| -------------- | ----------------------- | ------- | --------------------------------------------------------------- | ---------- | ------------------------------- | ------------------------ | ------------ |
| A              | Západní Bregenzský les  | 1       | Damülser Berge (v širším smyslu) (Glatthorn-Mittagspitze-Kette) | 1.a        | Glatthorngruppe                 | Glatthorn                | 2133 m n. m. |
| A              | Západní Bregenzský les  | 1       | Damülser Berge (v širším smyslu) (Glatthorn-Mittagspitze-Kette) | 1.b        | Damülser Berge (v užším smyslu) | Damülser Mittagspitze    | 2095 m n. m. |
| A              | Západní Bregenzský les  | 2       | Freschen-Walser-Kette                                           | 2.a        | Freschengruppe                  | Hoher Freschen           | 2004 m n. m. |
| A              | Západní Bregenzský les  | 2       | Freschen-Walser-Kette                                           | 2.b        | Walserkamm                      | Tälispitze               | 2000 m n. m. |
| A              | Západní Bregenzský les  | 3       | Ebniter Berge a Schuttanner Berge (Kugel-Schuttannen-Kette)     | 3.a        | Kugelgruppe                     | Vorderhörnle             | 1656 m n. m. |
| A              | Západní Bregenzský les  | 3       | Ebniter Berge a Schuttanner Berge (Kugel-Schuttannen-Kette)     | 3.b        | Schuttannenberge                | Schöner Mann             | 1532 m n. m. |
| A              | Západní Bregenzský les  | 4       | First-Hochälpele-Gaißkopf-Kette                                 | 4.a        | Dornbirner First                | Mörzelspitze a Leuenkopf | 1830 m n. m. |
| A              | Západní Bregenzský les  | 4       | First-Hochälpele-Gaißkopf-Kette                                 | 4.b        | Hochälpele-Weißenfluh-Gruppe    | Hochälpele               | 1463 m n. m. |
| A              | Západní Bregenzský les  | 4       | First-Hochälpele-Gaißkopf-Kette                                 | 4.c        | Lorenaberge v (širším smyslu)   | Geißkopf                 | 1198 m n. m. |
| B              | Východní Bregenzský les | 5       | Mittagsfluh-Bizauer Hirschberg-Gruppe                           | 5.a        | Mittagsfluh                     | Mittagsfluh              | 1637 m n. m. |
| B              | Východní Bregenzský les | 5       | Mittagsfluh-Bizauer Hirschberg-Gruppe                           | 5.b        | Bizauer Hirschberggruppe        | Hirschberg               | 1834 m n. m. |
| B              | Východní Bregenzský les | 6       | Winterstaudengruppe                                             | 6.a        | Hinteregger Grat                | Luguntenkopf             | 1702 m n. m. |
| B              | Východní Bregenzský les | 6       | Winterstaudengruppe                                             | 6.b        | Winterstaudenkamm               | Winterstaude             | 1877 m n. m. |

Novější Průvodce Alpenverein pro Bregenzský les a Lechquellengebirge od Dietera Seiberta z roku 2008 rozděluje pohoří pouze do čtyř kapitol:
1. Freschen-Hochälpele-Gruppe (podskupina 2.a, skupina 3 a 4)
2. Walserkamm (podskupina 2.b)
3. Na východ od Bregenzer Ach (hlavní skupina B)
4. Damülser Berge (podskupina 1.b)

Glatthorngruppe (podskupinu 1.a) přiřazuje Seibert jako součást hřebene Glatthorn - Zitterklapfen - Hohe Künzel k pohoří Lechquellengebirge.

## Horské vrcholy a průsmyky

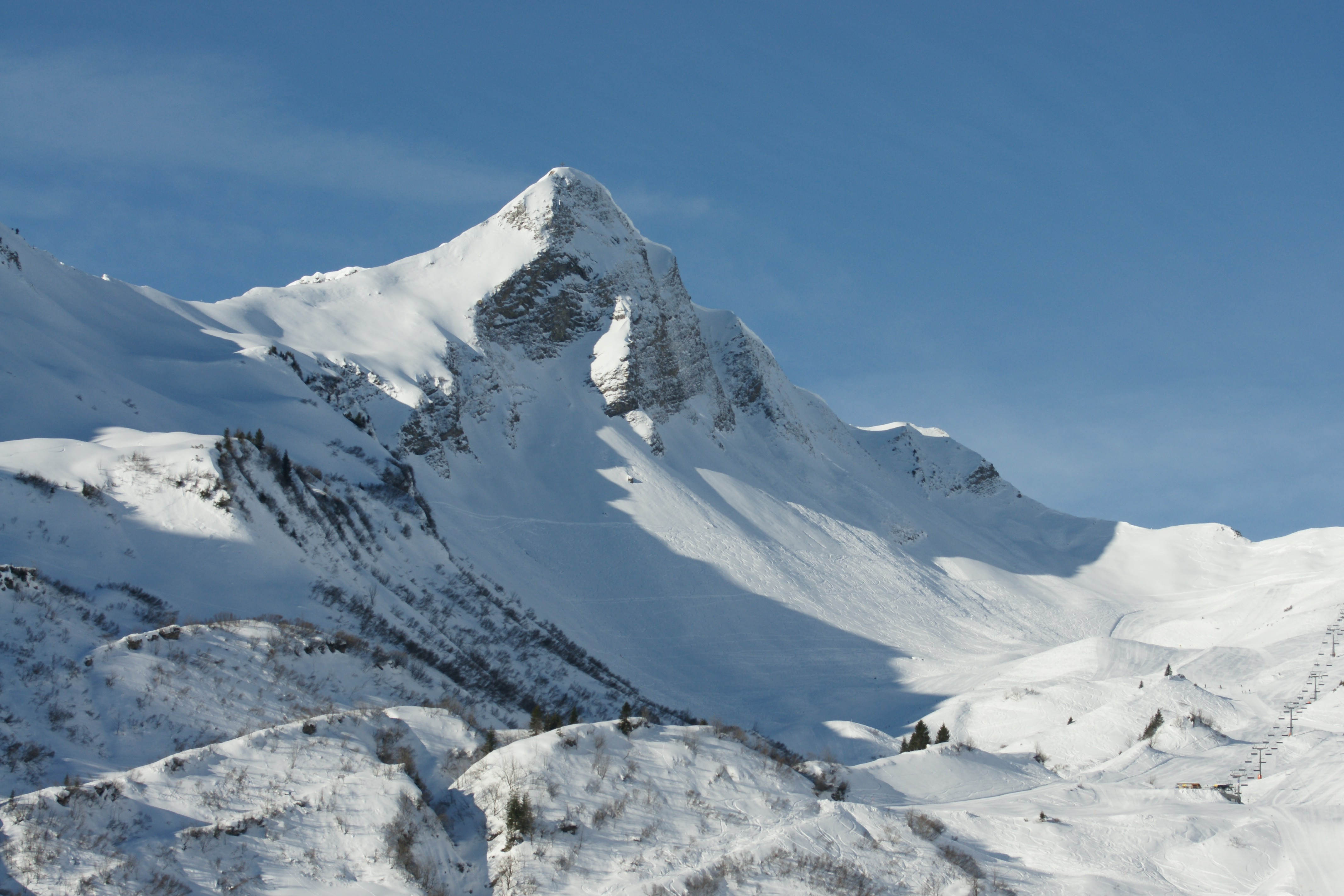
Glatthorn, nejvyšší hora Bregenzského lesa

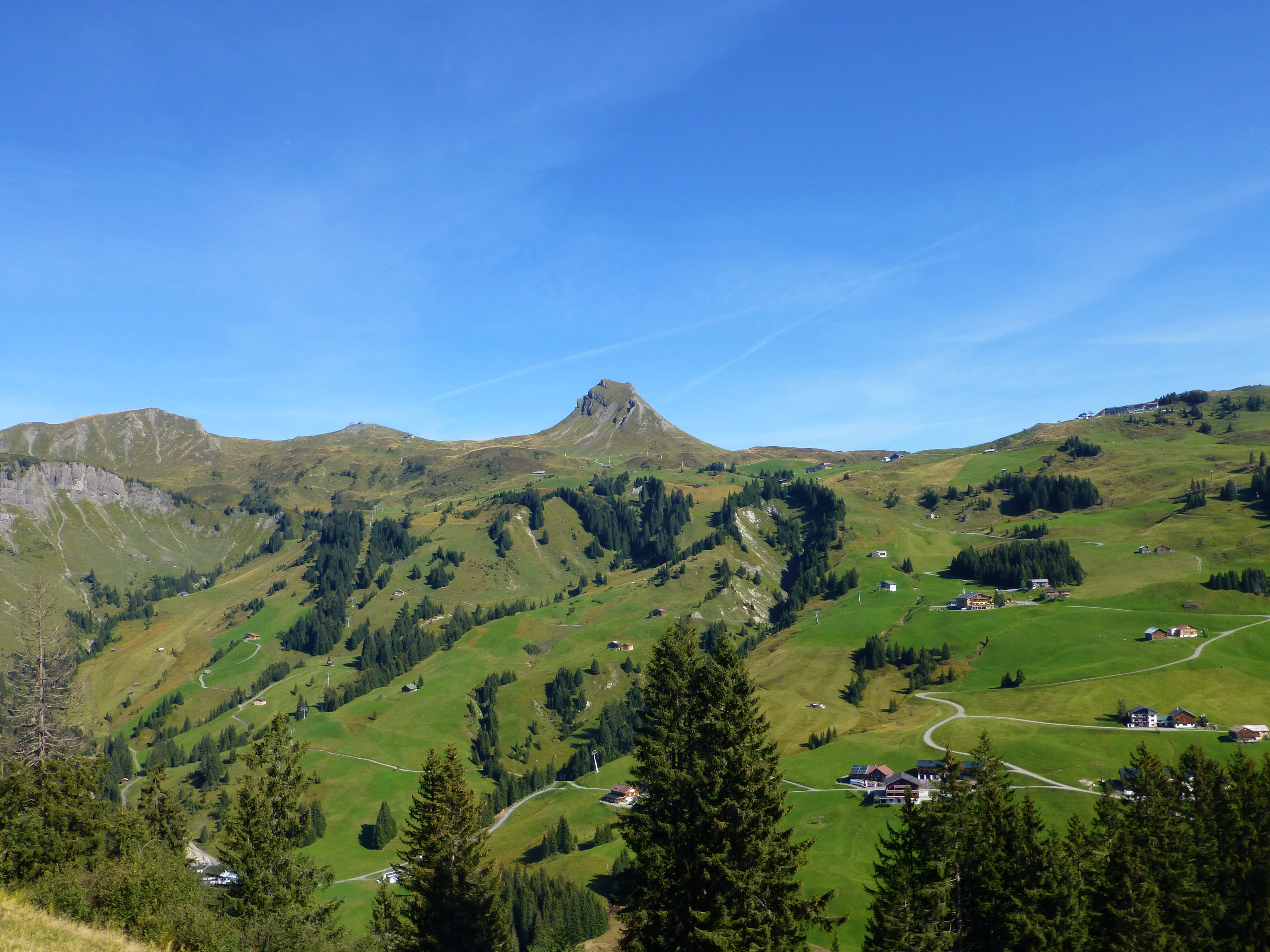
Damülser Mittagsspitze se svým nepřehlédnutelným špičatým vrcholem

V Bregenzském lese se nachází 12 vrcholů vyšších 2 000 m:
| Vrchol                    | Výška v m n. m. | Podskupina      |
| ------------------------- | --------------- | --------------- |
| Glatthorn                 | 2133            | Glatthorngruppe |
| Türtschhorn               | 2096            | Glatthorngruppe |
| Damülser Mittagsspitze    | 2095            | Damülser Berge  |
| Hochblanken               | 2068            | Damülser Berge  |
| Klippern                  | 2066            | Damülser Berge  |
| Sünser Spitze             | 2061            | Damülser Berge  |
| Gungern                   | 2053            | Damülser Berge  |
| Ragazer Blanken           | 2051            | Damülser Berge  |
| Holenke                   | 2044            | Kanisfluh       |
| Sünserkopf/Hübscher Bühel | 2032            | Damülser Berge  |
| Runde Kopf                | 2014            | Kanisfluh       |
| Hoher Freschen            | 2004            | Freschengruppe  |

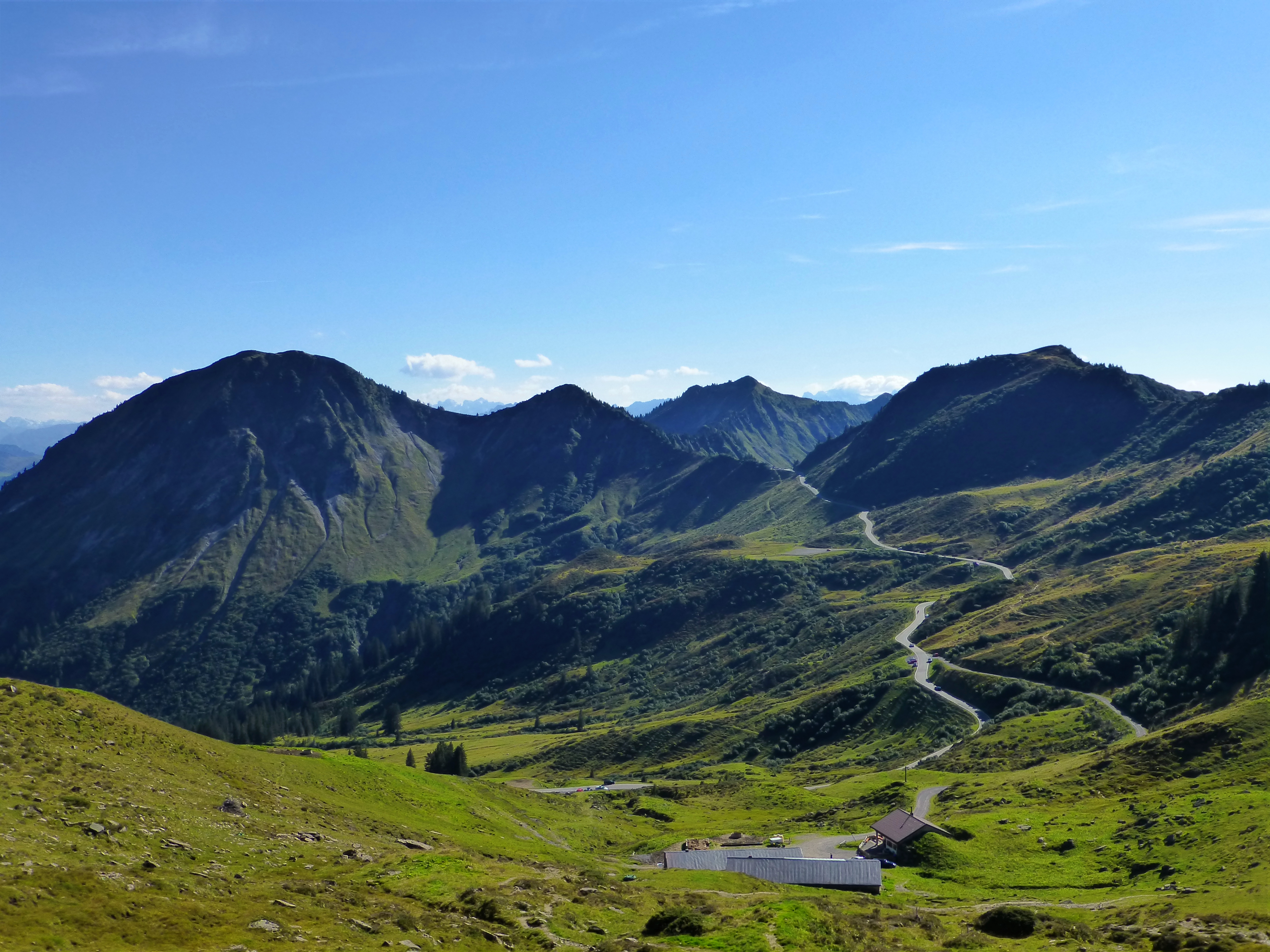
Furkajoch je nejvýše položeným horským průsmykem v pohoří

Čtyři z průsmyků protínajících Bregenzský les jsou sjízdné autem:
| Průsmyk                     | Výška v m n. m. | Podskupina                                 | Silnice |
| --------------------------- | --------------- | ------------------------------------------ | ------- |
| Furkajoch                   | 1761            | Freschengruppe – Walserkamm                | L 51    |
| Unterdamülser Furka         | 1486            | Glatthorngruppe – Damülser Berge           | L 193   |
| Losenpass („Bödele“)        | 1139            | Hochälpele-Weißenfluh-Gruppe – Lorenaberge | L 48    |
| Alberschwender Passschwelle | 702             | Lorenaberge                                | L 200   |

## Geologie

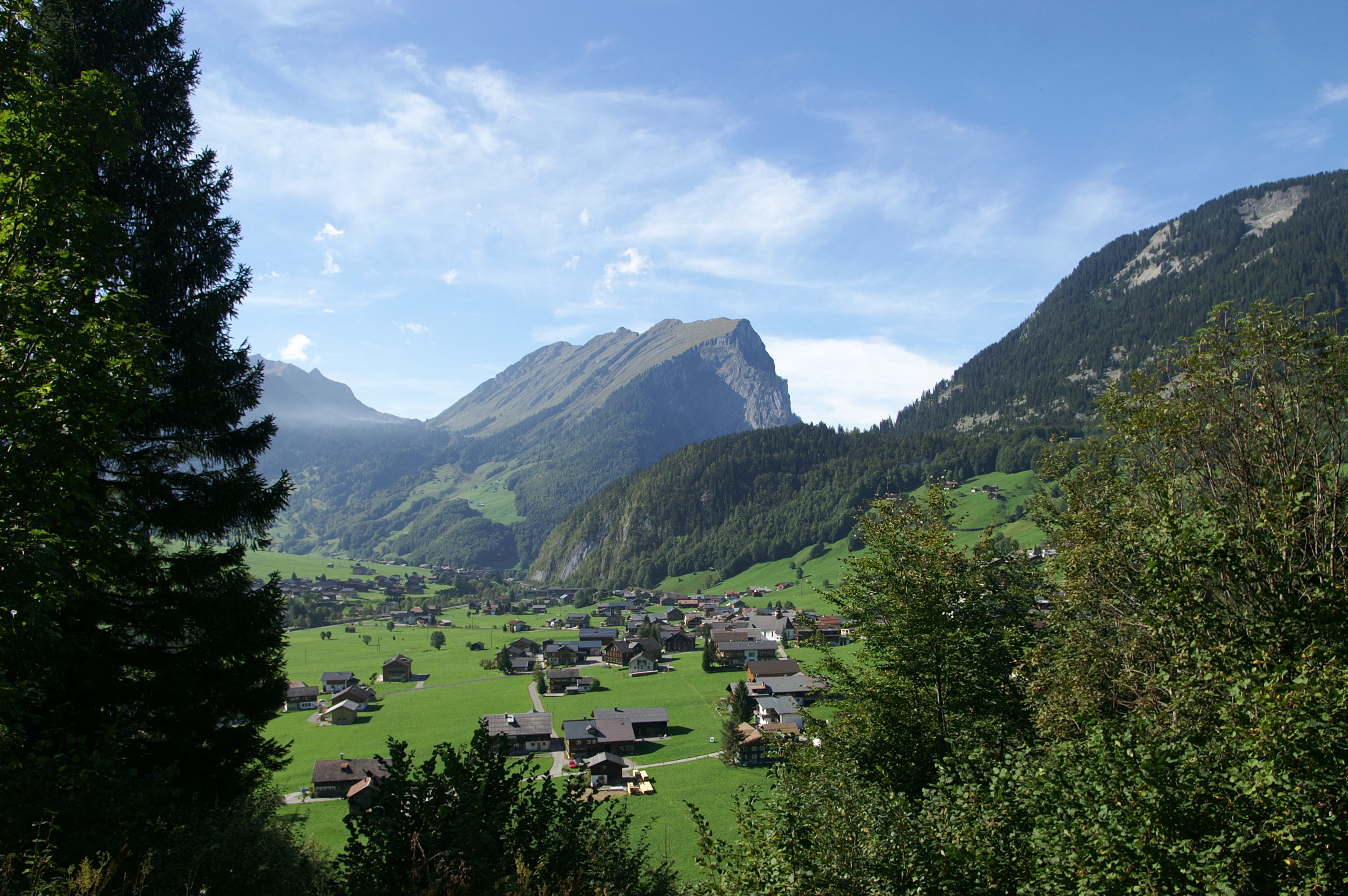
Výrazný vápencový masiv Kanisfluh je jedním ze symbolů Bregenzského lesa

Bregenzský les je díky své poloze v pohraniční oblasti mezi Východními a Západními Alpami geologicky mimořádně rozmanitý.
Největší část pohoří se řadí k helvétské zóně, která se vytvořila v křídě a v paleogénu. V této době se na místě dnešních Alp nacházel Penninský oceán, na jehož severním okraji, Helvétském šelfu, vznikaly v průběhu milionů let mohutné vápencové usazeniny. Když se později objevily Alpy, byly tyto usazeniny – nyní vápenec – vytlačeny na sever a několikrát zvrásněny. Tvrdé křemičité vápence, a tzv. schrattenové vápence tvoří útesy typické pro Bregenzský les, jež jsou patrné zejména v podskupinách Schuttannenberge, Freschengruppe, severních skaliskách podskupiny Damülser Berge, či u hřebene Winterstaudenkamm. Úplným opakem jsou měkčí slídové Drusbergové vrstvy, které snadno zvětrávají a poskytují tak příznivou živnou půdu pro lesy a vysokohorské pastviny, což je zvláště působivě vidět na příkladu hory Hohe Freschen. Uprostřed této oblasti vyčnívají Kanisfluh a Mittagsfluh, skládající se zejména z jurského vápence a tedy z nejstarších hornin v celém pohoří.
Na sever a na jih od helvetské zóny leží dva geologické úseky známé jako flyšové pásmo. Během svrchní křídy bylo velké množství písku ze středních Alp, které se v té době ještě nacházely pod hladinou moře, spláchnuto do hlubokomořského kanálu v Penninském oceánu. Tento písek pod tlakem panujícím v hlubinách ztuhl na pískovec a později byl při vzniku Alp vytlačen přes skály helvétské zóny. Dnes je tato pískovcová vrstva již z velké části povětrnostními vlivy odstraněna. Dodnes ale existuje jako severní flyšové pásmo v podobě úzkého pásu severně od linie Dornbirn - Gütle - Andelsbuch - Sibratsgfäll, tedy zejména ve skupině Hochälpele-Weißenfluh, dále jako jižní flyšové pásmo jižně od linie Feldkirch - Satteins - Innerlaterns - Damülser Mittagsspitze - Schoppernau, a to ve východní části podskupiny Walserkamm, v jižní části podskupiny Damülser Berge, v podskupině Glatthornberge a také na jednotlivých geologických ostrovech mezi nimi, nejvýrazněji rozpoznatelné jsou na vrcholu Hohe Kugel. Dokonce ještě lépe než Drusbergové vrstvy tvoří zvětralý povrch pískovců a opuky této zóny vynikající živnou půdu pro stromy a trávy. Pohoří flyšového pásma, jemně tvarovaná díky měkké hornině, jsou proto i na těch nejstrmějších svazích až k vrcholům porostlá lesy a loukami.
Bregenzský les severně od linie Dornbirn - Egg - Hittisau, tedy v podstatě oblast Lorenaberge, se skládá ze subalpínské melasy, která - na Alpy poměrně pozdě - vznikla v neogénu. Během této geologické fáze byla eurasijská deska stlačena již tyčícími se Alpami, takže mezi nově se tvořícími horami a kontinentální deskou vznikla mořská proláklina, známá jako Paratethys. Řeky transportovaly erozní materiál z mladých Alp do této prolákliny, a ten se zde ukládal v podobě sedimentů. V pozdějším průběhu orogeneze Bregenzského lesa se pak rozvinuly i tyto skaliska. Pro toto pásmo jsou typické zejména geologický mladé slepecne zvané Nagelfluh, vyskytují se však i pískovce a opuky.

## Krajina

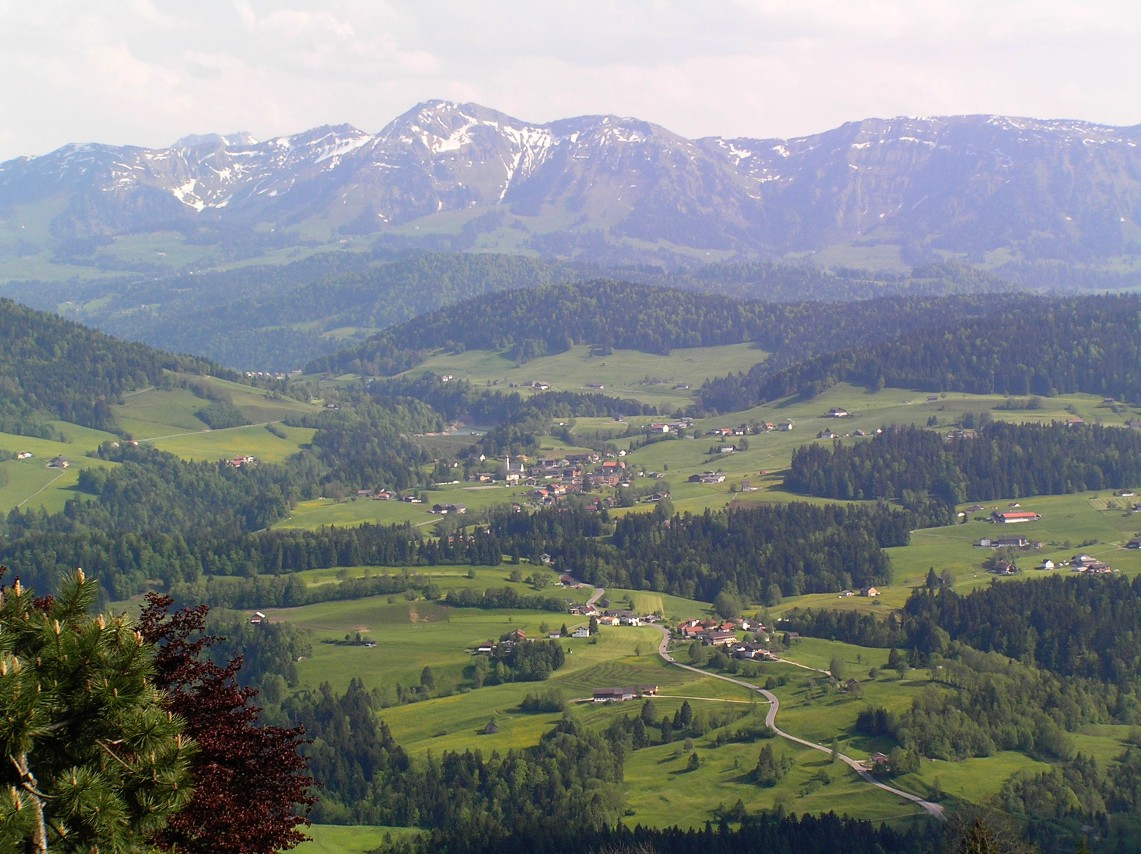
Winterstaudenkamm

Téměř celá západní část Bregenzského lesa se skládá z jediného hvězdicovitého rozvětveného horského uzlu. Od hory Hohen Freschen vedou horská pásma na východ (Damülser Berge), na jih (Walserkamm), na jihozápad (Alpwegkopf), na severozápad (Kugel-Schuttannen-Kette) a na sever (First-Hochälpele-Gaißkopf-Kette). Pouze skupina Glatthorn tvoří poměrně jasně ohraničené pohoří, které je od Damülser Berge odděleno hluboce zaříznutým údolím Unterdamülser Furka. Z Rýnského údolí do Bregenzského lesa vykrajují nápadná údolí vodní toky Schwarzach, Dornbirner Ach, Frödisch a Frutz, dalšími toky výrazněji utvářejícími krajinu Západního Bregenzského lesa jsou Mellenbach a také Ladritschbach v údolí Großes Walsertal. Mezi dvě výrazná horská jezera v této oblasti patří Staufensee a Sünser See.
Východní Bregenzský les se skládá ze čtyř různě dlouhých horských pásem (Mittagsfluh, Bizauer Hirschberggruppe, Hinteregger Grat a Winterstaudenkamm), probíhajících paralelně od západu k východu, oddělených od sebe říčkami Weißenbach, Bizauer Bach a Grebenbach, které všechny tečou západním směrem a vlévají se do hlavní řeky celého pohoří - Bregenzer Ach.
Vrcholové výšky stoupají v Bregenzském lese od severozápadu k jihovýchodu. Krajině dominují střední hornatá pohoří pokrytá loukami a lesy, vysokohorský charakter má pouze nejzazší jižní okraj Bregenzského lesa, na přechodu do Lechquellengebirge.

## Ochrana přírody

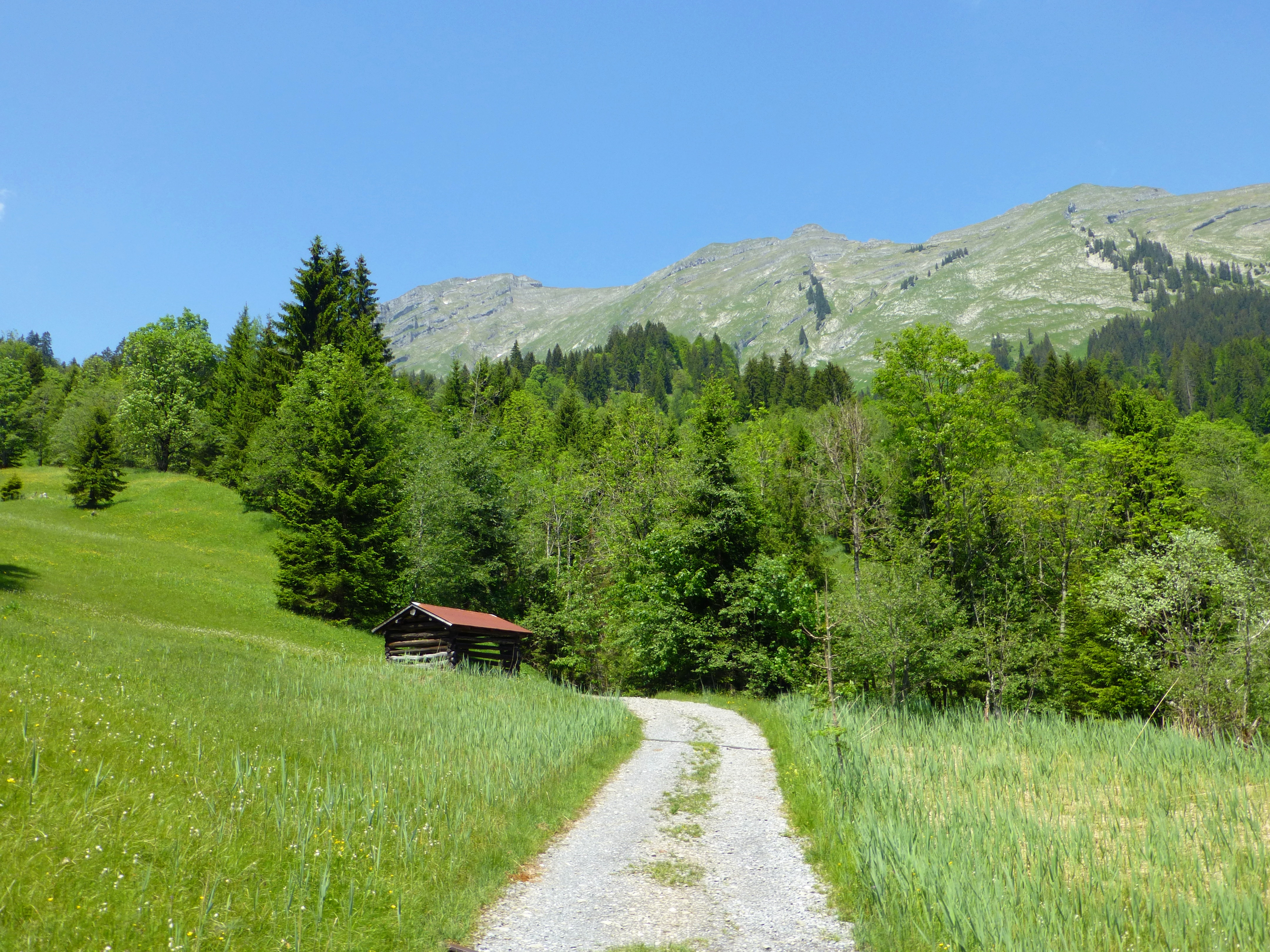
Přírodní rezervace Auer Ried

Vzhledem k odlehlosti některých oblastí se v pohoří nachází mnoho přírodních rezervací.
Část podskupiny Walserkamm a celou podskupinu Glatthorngruppe tvoří Biosférický park Großes Walsertal.
V pohoří Bregenzský les se nachází celkem devět oblastí Natura 2000. Jmenovitě se jedná o soutěsku Bregenzerachschlucht, vřesoviště Fohramoos, oblasti Unter Stellerhöhe a Unter der Winterstaude, Unterargenstein, soutěsku Üble Schlucht a oblasti Übersaxen-Satteins, Walsbächle a Torfriedbach.
Největší přírodní rezervace podle vorarlberského zemského práva, Hohe Kugel - Hoher Freschen - Mellental, se celá nachází na území Bregenzského lesa, stejně jako menší přírodní rezervace Farnacher Moos, Auer Ried, Amatlina-Vita, Gasserplatz a Bludescher Magerwiesen. Mezi další chráněná území patří Haslach-Breitenberg, Klien a Montiola.

## Rozvoj a osídlení

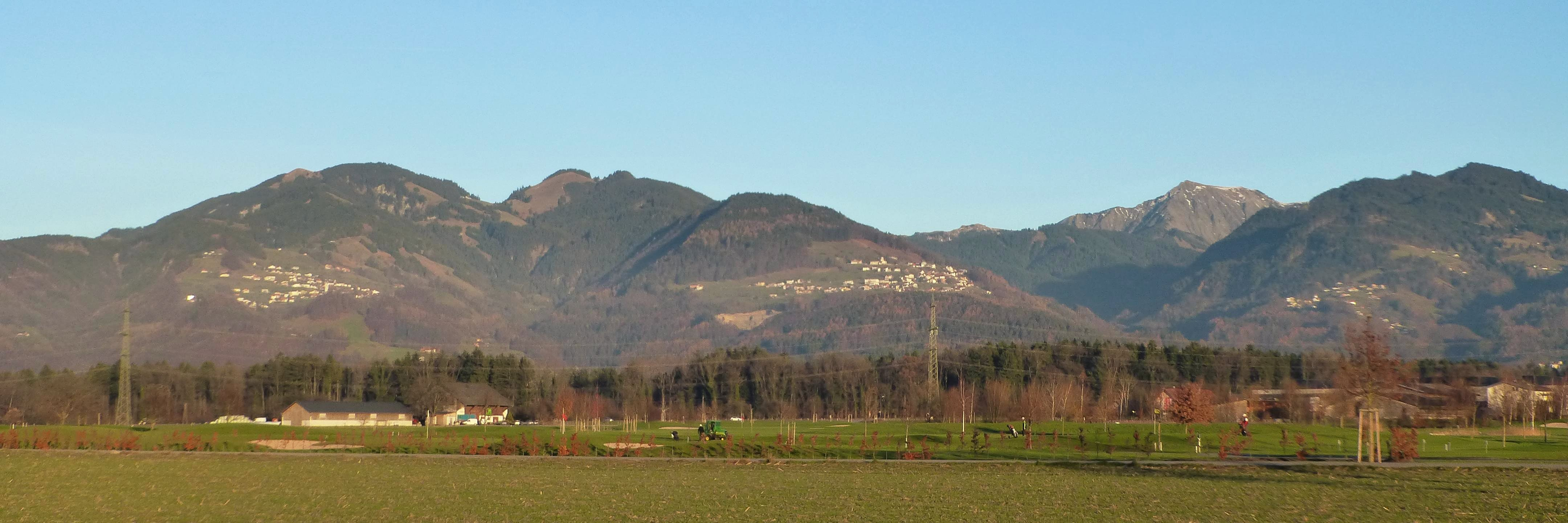
Horské vesnice Fraxern, Viktorsberg a Dafins na východních svazích údolí Alpského Rýna

Na sever a západ od průsmyku Losenpass leží síť osad, které tvoří obce Buch, Bildstein, Alberschwende a Schwarzenberg. Ve zbytku Bregenzského lesa se osídlení ve vysokých polohách soustředí na jeho západní a jižní okraj. Na svazích Rýnského údolí se nachází jednotlivé, od sebe poměrně vzdálené vesničky a vesnice, jako např. Oberfallenberg, Watzenegg, Kehlegg, Emsreute, Fraxern, Viktorsberg, Dafins, Batschuns a Furx, z nichž většina je přístupná z Rýnského údolí snadno sjízdnými cestami. Horské obce v údolích Walgau a Großes Walsertal se nacházejí na jižních svazích podskupiny Walserkamm. Pouze walserské vesnice Ebnit a Laterns se nacházejí v údolích zcela uvnitř Bregenzského lesa. Většina horských oblastí pohoří je zalesněna nebo je využívána jako alpy - horské louky pro chov dobytka.
V Bregenzském lese se nachází čtyři kabinové lanovky pro veřejnost. Vedou na hory Karren, Schnifisberg, z města Mellau na chatu Alpe Roßstelle a odtud dále do chaty Wannen-Alpe. Velice oblíbená je pak lanovka z města Bezau na chatu Baumgarten-Alpe.

## Turismus

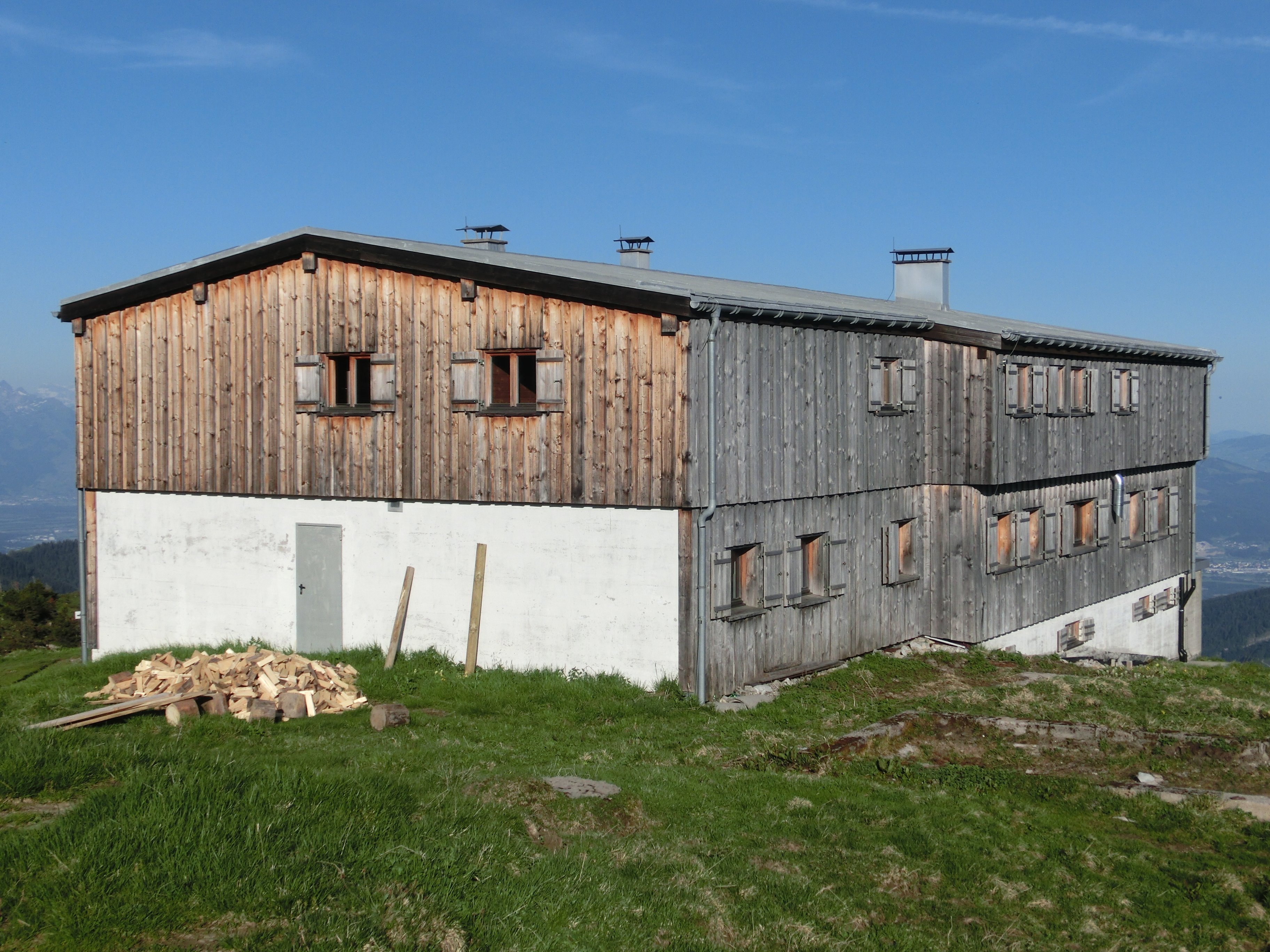
Horská chata Freschenhaus

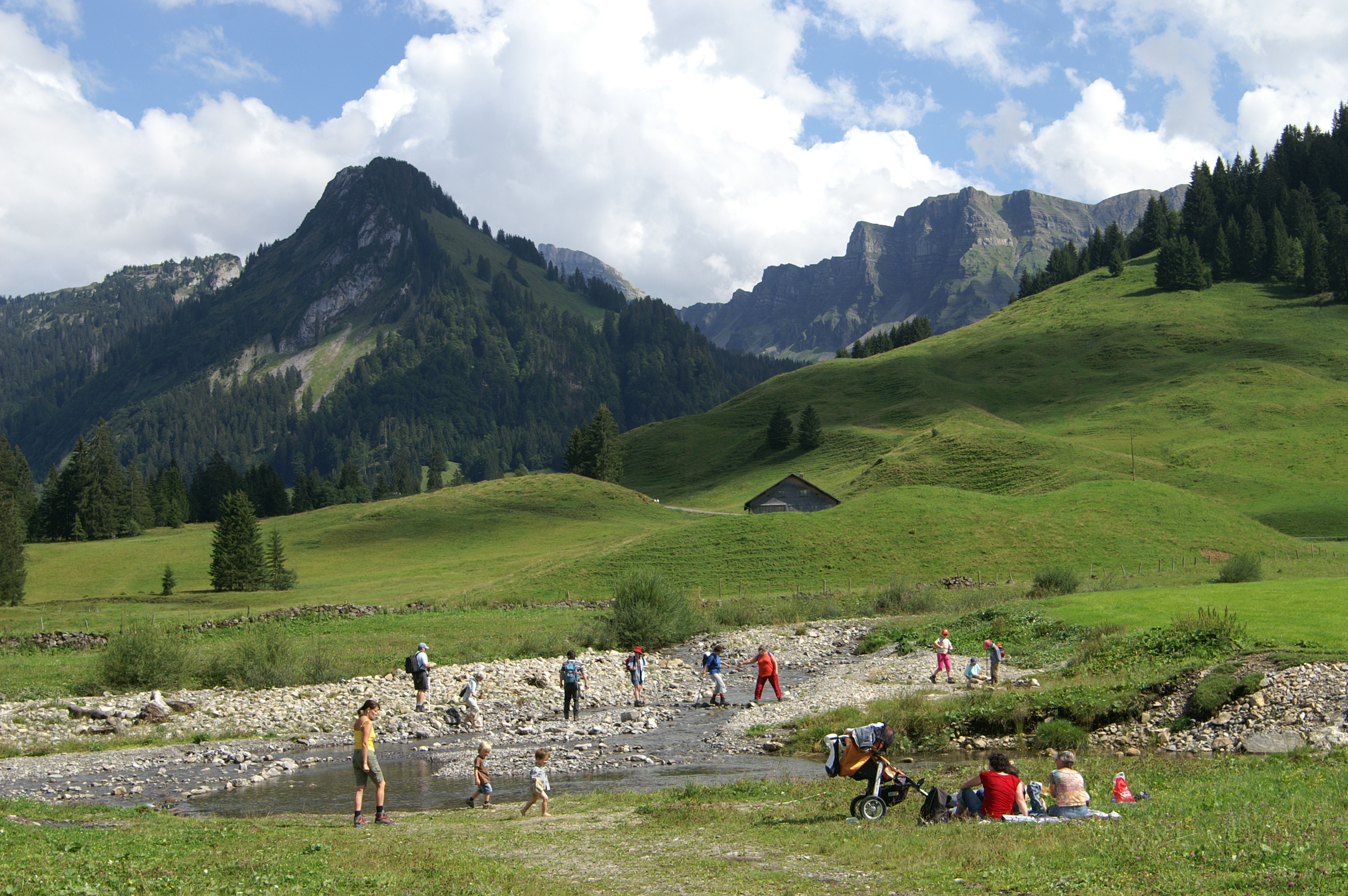
u potoka Subersach

V Bregenzském lese se nacházejí následující horské chaty:
| Název            | Výchozí bod   | Doba chůze z výchozího bodu | Výška (m n. m.) | Postele | Matrace na zemi | Přespání v zimě        | V provozu                                                                |
| ---------------- | ------------- | --------------------------- | --------------- | ------- | --------------- | ---------------------- | ------------------------------------------------------------------------ |
| Freschenhaus     | Bad Laterns   | 2:15                        | 1846            | 30      | 20              | 18 matrací na zemi     | Od v poloviny června do poloviny října.                                  |
| Gerachhaus       | Dünserberg    | 0:45                        | 1550            | 10      | 2               | –                      |                                                                          |
| Hochälpelehütte  | Schwarzenberg | 1:45                        | 1460            | –       | 16              | Pouze nouzové přespání | Od června do října.                                                      |
| Emser Hütte      | Ebnit         | 0:30                        | 1298            | –       | 25              | –                      |                                                                          |
| Bregenzer Hütte  | Bödele        | 1:30                        | 1290            | 8       | 3               | –                      |                                                                          |
| Lustenauer Hütte | Bödele        | 1:00                        | 1250            | –       | 16              | –                      | Od poloviny května do poloviny listopadu a v zimě od Vánoc do Velikonoc. |
| Götzner Haus     | Götzis        | 2:00                        | 1140            | 26      | –               | –                      |                                                                          |

Jen málokteré z nich nabízejí možnost přenocování. Tento fakt je zapříčiněn tím, že většina horských túr je kratších než půl dne a lidé většinou chodí jen na otočku na chatu a poté se vrací zpět do údolí. Údolí zde nejsou hluboká a tudíž nevzniká mezi vrcholy a výchozími body velké převýšení.

### Dálkové turistické trasy

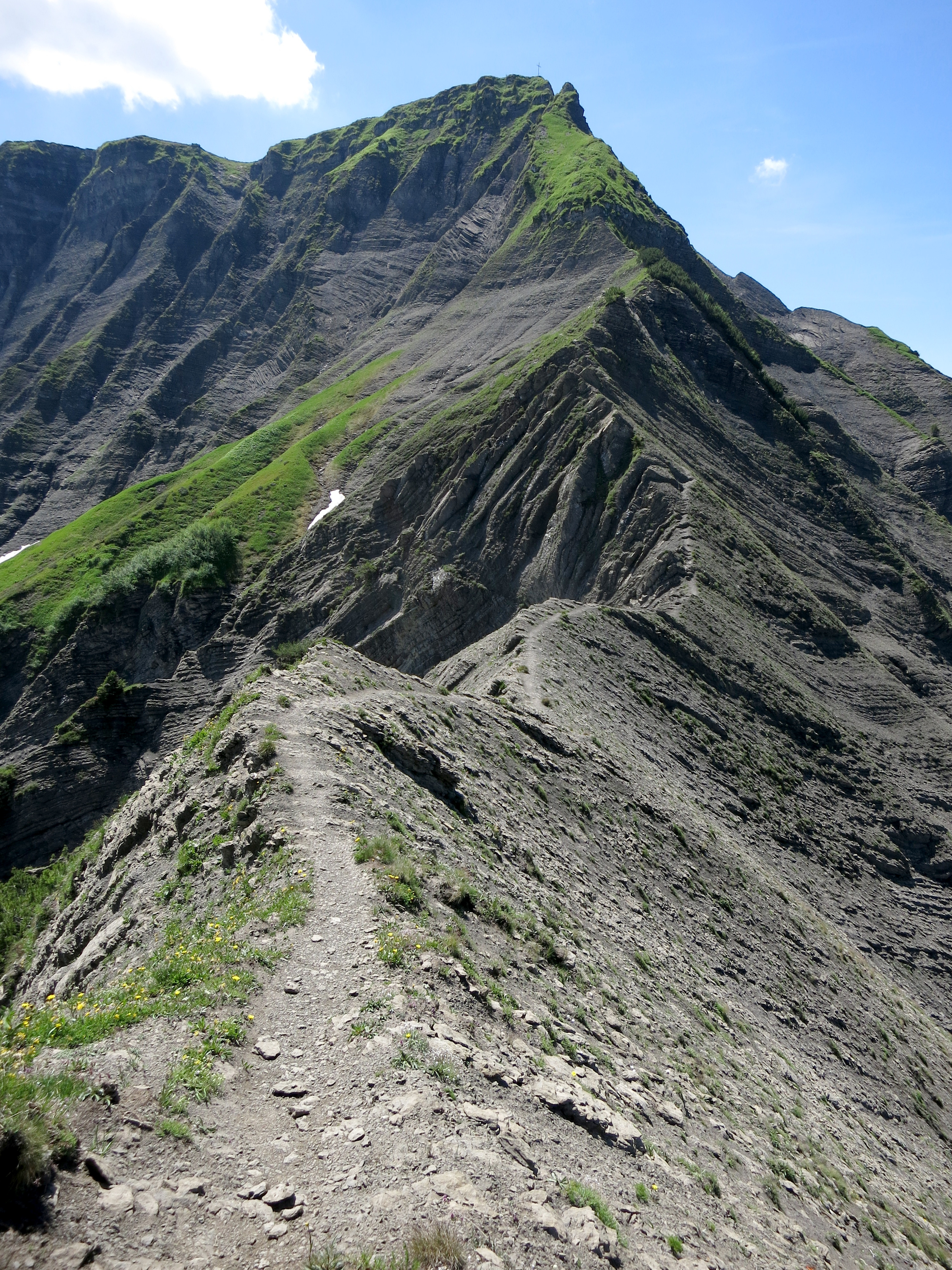
Binnelgrat je nejnáročnější úsek Severoalpské stezky v rámci Bregenzského lesa

Evropské dálkové trasy E4 a E5 vedou po stejné trase v severní části Bregenzského lesa přes hory Brüggelekopf a Schneiderkopf. Alpská varianta trasy E4, která je totožná se Severoalpskou stezkou (rakouská dálková turistická trasa 01), vede z Damüls přes Portla Fürkele, Freschenhaus, Hohen Freschen, Mörzelspitze, Weißenfluh-Alpe, Bregenzer Hütte, Lustenauer Hütte a Bödele k hoře Brüggelekopf, kde se spojuje se standardní variantou trasy E4 a prochází tak celým západním Bregenzským lesem.
Také červená trasa mezinárodní turistické sítě Via Alpina se svými etapami R54 a R55 prochází Bregenzským lesem na jeho na jižním okraji, kde křižuje údolí Großes Walsertal na úpatí Glatthorngruppe a Walserkamm.

### Zajištěné cesty
Geologická stavba a raliéf krajiny není přímo ideální pro zajištěné cesty (klettersteigy). Přesto jich zde několik zajímavých nalezneme:
- Binnelgrat – obt. A/B, (severní hřeben) na vrchol Hoher Freschen (2 004 m)
- Valüragrat – obt. A/B, (západní hrana) na vrchol Hoher Freschen
- Bocksberg-Überschreitung – obt. B, na vrchol Bocksberg (1 461 m)
- Kugelsteig na hoře Hohe Kugel (1645 m)
- Klettersteig Franz ´Francesco´ Tarmann – obt. D, ve stěně Hängender Stein
- Via Kapf – obt. D/E, moderní via ferrata vedoucí na vrchol Kapf (1 153 m)
- Via Kessi – obt. D/E, moderní via ferrata vedoucí na vrchol Kapf (1 153 m)
- Via Örfla – obt. D, dvouhodinová obtížná cesta roklí Örflaschlucht

### Zimní sporty

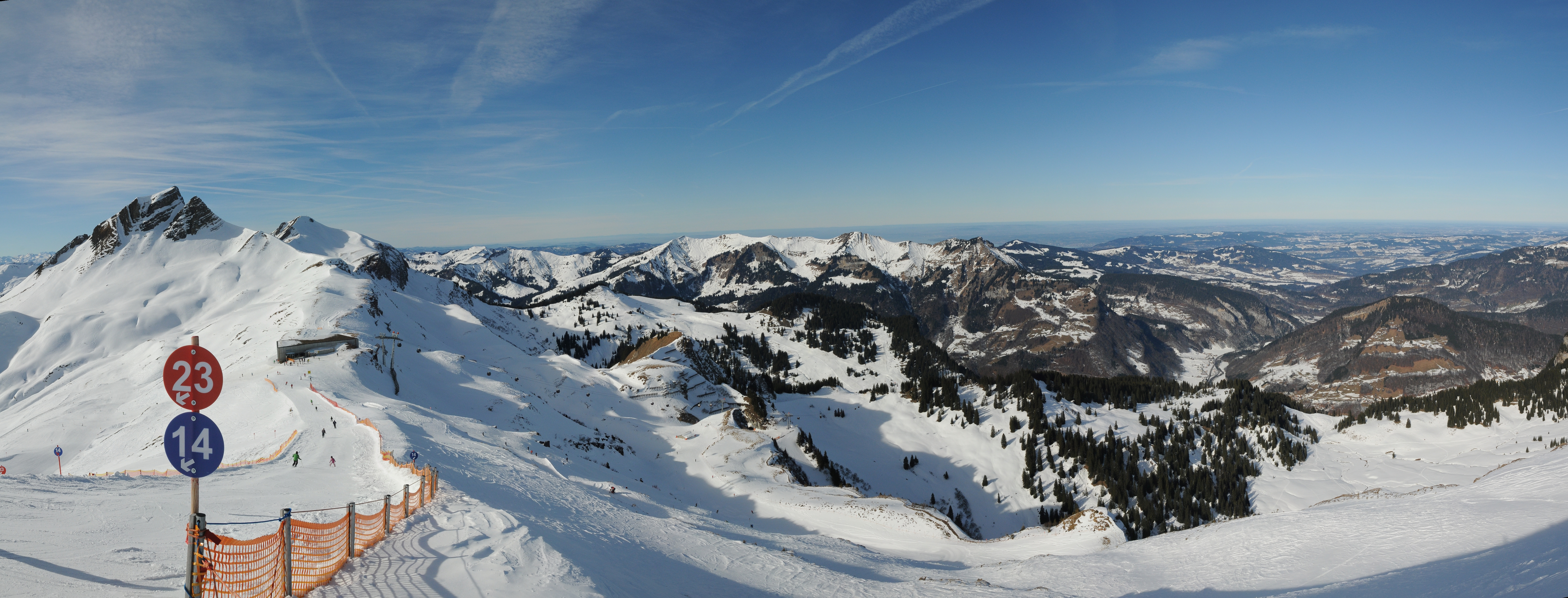
Jedna z vrcholových stanic lyžařského areálu Damüls-Mellau-Faschina

V Bregenzském jsou tři lyžařské areály s více než 20 kilometry sjezdovek: Damüls-Mellau-Faschina, Bödele a Laterns-Gapfohl. Kromě těchto velkých areálů se v pohoří nachází něco kolem deseti menších vleků.